# Javier Castillejo
Francisco Javier Castillejo, és un boxejador espanyol retirat el 2009, nascut a Vallecas i resident a Parla, nascut el 22 de març de 1968. Sobrenomenat "El Lince de Parla", ha estat campió mundial dels pesos mitjans per la WBA i anteriorment campió mundial dels pesos superwelter pel WBC, sent un dels pocs boxejadors que ha posseït títols de campió del món en dues categories diferents.

## Biografia

### Inicis
Castillejo va debutar en Santa Marta del cerro el 22 de juliol de 1988 davant el també espanyol Ángel Díez al que va guanyar als punts en sis assalts. Poc després va concedir la revenja a Díez i va tornar a guanyar, aquesta vegada abans del límit, en quatre assalts. Els seus set primers combats els va guanyar, tots ells a Espanya, però en el vuitè combat va ser derrotat per Del Bryan als punts en vuit assalts.
Els seus següents 22 combats els va resoldre en la seva gran majoria per nocaut i tots ells van acabar amb victòria de Castillejo, fins i tot en alguns d'ells estava en joc algun cinturó (Campionat d'Espanya wélter i campionat Món Hispà de la WBC). El campionat Món Hispà de la WBC ho va guanyar per primera vegada el 12 de desembre de 1992 davant Enrique Areco al que va derrotar per punts en dotze assalts.

### Títol WBA Superwelter
Per tot això va tenir per fi una oportunitat mundialista, davant Julio César Vázquez pel títol de la WBA superwelter però va caure per decisió unànime en dotze assalts, les puntuacions van ser 114-115, 114-115 i 111-120.
Després d'aquest revés va tornar a barallar pel campionat Món Hispà de la WBC i per títol europeu que va guanyar davant Bernard Razzano l'11 de gener de 1994. Aquest títol ho defensaria en quatre ocasions abans de caure davant Laurent Boudouani en el novè assalt per nocaut tècnic. Un any més tard tornaria a barallar davant el mateix rival en la revenja del títol i tornaria a perdre, aquesta vegada en dotze assalts per decisió unànime.
En els seus següent combats va guanyar els títols Món Hispà de la WBC, el títol de campió d'Espanya superwelter i el títol Europeu per aconseguir una altra vegada una oportunitat mundialista.

### Títol WBC Superwelter
L'oportunitat l'hi va donar Keith Mullings el campió superwelter de la WBC, el 29 de gener de 1999. Castillejo va guanyar el combat per decisió i es va convertir per primera vegada en Campió del Món de la WBC. Fins a en cinc ocasions va defensar reeixidament el títol, davant Humberto Aranda que va acabar en quatre assalts, davant Paolo Roberto que va acabar en set, davant Michael Rask també en set assalts i que va ser parat per l'àrbitre després de consultar amb el metge, davant Tony Marshall que va guanyar per decisió unànime i davant Javier Martínez Rodríguez, finalitzat per KO en quatre assalts.
Després arribaria potser la vetllada més important en la carrera de Castillejo, un combat davant Óscar de la Foia, el 23 de juny de 2001. Aquesta anava a ser la gran baralla de Castillejo gràcies a que era un esdeveniment de pagament per visió. En la conferència de premsa a Las Vegas, va comentar: "no he vingut a Las Vegas a fer turisme sinó a defensar el meu títol". La baralla va ser molt igualada durant els dotze assalts però en l'últim Castillejo va caure a terra i De la Hoya es va adjudicar el títol per decisió unànime.
Després d'aquest revés va disputar el títol inaugural EBU-EU de la Unió Europea davant Xavier Moya al que va guanyar en cinc assalts. Poc després va tenir l'oportunitat de barallar pel títol interí del pes superwelter de la WBC, el qual va guanyar davant Roman Karmazin per decisió unànime. A l'any següent defensaria aquest títol davant Diego Castillo però no va tenir un combat pel títol indiscutible.
Els següents combats els va realitzar a Espanya exceptuant la derrota davant l'excampió mundial Fernando Vargas davant el qual va perdre el 20 d'agost de 2005 per decisió unànime.

### Títol WBA Mitjà
Però en 2006 va tornar a tenir una oportunitat mundialista, davant Felix Sturm i pel títol mitjà de la WBA. El combat va ser molt dur però Castillejo va aconseguir vèncer per nocaut tècnic en deu assalts i proclamar-se nou campió mundial, el major de tots els que li tornaven a guanyar (38 anys).
Poc després va defensar el seu títol davant Mariano Natalio Carrera davant el qual va perdre per nocaut tècnic en onze assalts, però el seu títol li va ser retornat el 23 de febrer ja que Carrera va donar positiu en un test antidopatge per clembuterol i va ser sancionat durant sis mesos. El 28 d'abril, Castillejo va tornar a barallar davant l'anterior campió de la WBA, Felix Sturm, i va perdre per decisió unànime en dotze assalts. Al novembre del mateix any combatria davant Carrera per segona vegada sota el torneig d'eliminació del títol de la WBA i guanyaria per ko en sis assalts.
En 2008, després de gairebé 20 anys de trajectòria, es va enfrontar a Sebastian Sylvester pel Campionat d'Europa de la mateixa categoria i després de dotze assalts va perdre el 12 d'abril, impedint-li així la seva participació pel títol mundial.

## #Palmarès
- Campió d'Espanya wélter (1990 i 1991)
- Campió Món Hispà WBC superwelter (1992 i 1993)
- Campió d'Europa (EBU) superwelter (1994, 1995 i 1996)
- Campió Món Hispà WBC (1996)
- Campió d'Espanya superwelter (1997)
- Campió d'Europa (EBU) superwelter (1998)
- Campió del món WBC superwelter (1999, 2000 i 2001)
- Campió EBU-UE mitjà (2002)
- Campió del món interí WBC superwelter (2002 i 2003)
- Campió del món WBA mitjà (2006 i 2007)

## Combats amb títols en joc
- 19 d'octubre de 1990, Leganés. Venç a Alfonso Rodó per KO Tècnic en 4 assalts i es proclama campió d'Espanya Wélter.
- 5 de juliol de 1991, Lugo. Venç a Domingo Sánchez per KO tècnic en 4 assalts i reté la corona nacional.
- 12 de desembre de 1992, Oviedo. Venç a Enrique Areco per punts en 12 assalts i es proclama campió del món hispà del pes superwelter.
- 24 d'abril de 1993, Leganés. És derrotat per Julio César Vásquez i no aconsegueix conquistar el títol mundial superwelter versió associació mundial de boxa.
- 29 d'octubre de 1993, Leganés. Venç a Hugo Daniel Sclarendi per KO en 5 assalts i reté la seva corona del món hispà.
- 11 de gener de 1994, Dijon, França. Venç a Bernard Razzano que es retira en el sisè assalt, i es proclama campió d'Europa del pes superwelter.
- 19 de febrer de 1994, Leganés. Venç a Sant Colombo per KO tècnic en 3 assalts retenint la seva corona continental.
- 25 de març de 1994, Còrdova. Venç a Valentino Manxola per KO tècnic en 3 assalts retenint la seva corona continental.
- 21 de maig de 1994, Leganés. Venç a Patrick Vungbo per punts 12 assalts i reté la corona continental.
- 23 de juliol de 1994, Boiro. Venç a Ludovic Proto per retirada d'est en el 8º assalt i reté la seva corona continental.
- 3 de gener de 1995, Espernay, França. És derrotat per Laurent Boudouani per KO tècnic en 9 assalts i perd la seva corona continental.
- 6 de gener de 1996, França. És derrotat per Laurent Boudouani per punts en 12 assalts i no aconsegueix recuperar la corona europea.
- 12 de juliol de 1996, Hernani. Venç a Juan Ramón Medina, per KO en 8 assalts i es proclama campió del món hispà del pes superwelter.
- 18 de març de 1997, València. Venç a Fernando José Riera, per punts en 10 assalts i es proclama campió d'Espanya Superwelter.
- 2 de juliol de 1998, Ipswich, Regne Unit. Venç a Ahmet Dottuev per KO tècnic en 12 assalts i es proclama campió d'Europa Superwelter.
- 29 de gener de 1999, Leganés. Venç a Keith Mullings per punts en 12 assalts i decisió dividida i es proclama campió del món del pes superwelter versió Consell mundial de Boxa.
- 14 de maig de 1999, Leganés. Venç a Humberto Aranda per KO tècnic en 4 assalts i reté la seva corona mundial.
- 10 de setembre de 1999, Leganés. Venç a Paolo Roberto per KO tècnic en 7 assalts i reté la seva corona mundial.
- 17 de desembre de 1999, Leganés. Venç a Michael Rask per KO tècnic en 7 assalts i reté la corona mundial.
- 21 de juliol de 2000, Leganés. Venç a Tony Marshall per punts en 12 assalts i reté la corona mundial.
- 21 d'octubre de 2000, Mèxic. Venç a Javier Martínez per KO en 4 assalts i reté la seva corona mundial.
- 23 de juny de 2001, Las Vegas, Nevada, Estats Units. És derrotat per Oscar de la Foia en 12 assalts, i perd la seva corona mundial.
- 11 de gener de 2002, Barcelona. Venç a Xavi Moya per KO tècnic en 5 assalts i es proclama campió de la unió europea del pes mitjà.
- 26 d'abril de 2002, Barcelona. Venç a Pierre Moreno per KO tècnic en 7 assalts i reté el títol de la unió Europea.
- 12 de juliol de 2002, Parla. Venç a Roman Karamazin per punts en 12 assalts i es proclama campió del món interí superwelter del consell mundial de boxa.
- 9 de maig de 2003, Leganés. Venç a Diego Castillo per KO en el primer assalt i reté la corona mundial interina.
- 20 d'agost del 2005, Rosemont, Ilinois, Estats Units. És derrotat per Fernando Vargas sense títol en joc per punts en 10 assalts.
- 15 de juliol del 2006, Hamburg, Alemanya. Venç a Felix Sturm per KO en 10 assalts i es proclama campió del món del pes mitjà versió Associació mundial de Boxa.
- 2 de desembre del 2006, Berlín, Alemanya. S'enfronta a Mariano Natalio Carrera i encara que originalment perd per KO tècnic en 11 assalts, el combat és declarat no contest per positiu de Carrera.
- 28 d'abril del 2007, Oberhausen, Alemanya. És derrotat per Felix Sturm, per punts en 12 assalts perdent la seva corona mundial.
- 13 de novembre del 2007, Baden-Württemberg, Alemanya. Venç a Mariano Natalio Carrera, per KO en 6 assalts en una baralla eliminatòria pel títol mundial del pes mitjà.
- 12 d'abril de 2008, Jahnsportforum, Alemanya. És derrotat per Sebastian Sylvester, per KO en 12 assalts no aconseguint conquistar el títol europeu i perdent la seva opció a barallar pel títol mundial.
- 4 d'abril de 2009, Leganés, Madrid, Espanya. S'acomiada de la boxa en actiu en una memorable nit davant Pablo Navascues, la decisió dels jutges va ser la de combat nul en finalitzar els 12 assalts.

## Combats
| N.º | Resultat     | Balanç   | Rival                     |       | Assalt  | Data       | Localitat                   |
| --- | ------------ | -------- | ------------------------- | ----- | ------- | ---------- | --------------------------- |
| 72  | Nulo         | 62-8-1-1 | Pablo Navascues           | PTES  | 10      | 4/4/2009   | Leganés                     |
| 71  | Derrota      | 62-8-0-1 | Sebastian Sylvester       | KO    | 12 (12) | 12/4/2008  | Nuevo Brandeburgo           |
| 70  | Victòria     | 62-7-0-1 | Mariano Natalio Carrera   | KO    | 6 (12)  | 13/11/2007 | Goppingen                   |
| 69  | Derrota      | 61-7-0-1 | Félix Sturm               | PTES  | 12      | 28/4/2007  | Oberhausen                  |
| 68  | No disputado | 61-6-0-1 | Mariano Natalio Carrera   | KOT   | 11 (12) | 2/12/2006  | Berlín                      |
| 67  | Victòria     | 61-6     | Félix Sturm               | KOT   | 10 (12) | 15/7/2006  | Hamburgo                    |
| 66  | Victòria     | 60-6     | Luis Carmona              | KOT   | 2 (10)  | 3/2/2006   | Santa Cruz de Tenerife      |
| 65  | Victòria     | 59-6     | Presente Brito            | PTES  | 8       | 4/11/2005  | Leganés                     |
| 64  | Derrota      | 58-6     | Fernando Vargas           | PTES  | 10      | 20/8/2005  | Rosemont                    |
| 63  | Victòria     | 58-5     | Enrique Campos            | KOT   | 5 (8)   | 11/6/2004  | Leganés                     |
| 62  | Victòria     | 57-5     | Genaro Ríos               | KOT   | 3 (10)  | 16/4/2004  | Leganés                     |
| 61  | Victòria     | 56-5     | Ignacio Solar             | KOT   | 2 (10)  | 12/9/2003  | Leganés                     |
| 60  | Victòria     | 55-5     | Diego Castillo            | KOT   | 1 (12)  | 9/5/2003   | Leganés                     |
| 59  | Victòria     | 54-5     | Roman Karmazin            | PTES  | 12      | 12/7/2002  | Parla                       |
| 58  | Victòria     | 53-5     | Pierre Moreno             | KOT   | 7 (10)  | 26/4/2002  | Barcelona                   |
| 57  | Victòria     | 52-5     | Xavier Moya               | KOT   | 5 (10)  | 11/1/2002  | Barcelona                   |
| 56  | Derrota      | 51-5     | Óscar de la Hoya          | PTES  | 12      | 23/6/2001  | Paradise                    |
| 55  | Victòria     | 51-4     | Javier Martínez Rodríguez | KOT   | 4 (12)  | 21/10/2000 | Ciudad de México            |
| 54  | Victòria     | 50-4     | Tony Marshall             | PTES  | 12      | 21/7/2000  | Leganés                     |
| 53  | Victòria     | 49-4     | Juan Rondón               | KOT   | 3 (10)  | 14/4/2000  | Leganés                     |
| 52  | Victòria     | 48-4     | Mohamed Boualleg          | KO    | 8 (10)  | 17/3/2000  | Ciudad Real                 |
| 51  | Victòria     | 47-4     | Michael Rask              | KOT   | 7 (12)  | 17/12/1999 | Leganés                     |
| 50  | Victòria     | 46-4     | Paolo Roberto             | KOT   | 7 (12)  | 10/9/1999  | Leganés                     |
| 49  | Victòria     | 45-4     | Humberto Aranda           | KOT   | 4 (12)  | 14/5/1999  | Leganés                     |
| 48  | Victòria     | 44-4     | Keith Mullings            | PTES  | 12      | 29/1/1999  | Leganés                     |
| 47  | Victòria     | 43-4     | Cristinel Acatrinei       | KOT   | 2 (8)   | 16/10/1998 | Leganés                     |
| 46  | Victòria     | 42-4     | Ahmet Dottuev             | KOT   | 12 (12) | 2/7/1998   | Ipswich                     |
| 45  | Victòria     | 41-4     | Fernando José Riera       | PTES  | 10      | 18/3/1997  | Valencia                    |
| 44  | Victòria     | 40-4     | Juan Ramón Medina         | KOT   | 8 (12)  | 12/7/1996  | Hernani                     |
| 43  | Victòria     | 39-4     | Tibor Horvath             | KOT   | 4 (6)   | 16/5/1996  | Madrid                      |
| 42  | Victòria     | 38-4     | Stefan Driscu             | KOT   | 2 (8)   | 7/3/1996   | Madrid                      |
| 41  | Derrota      | 37-4     | Laurent Boudouani         | PTES  | 12      | 6/1/1996   | Levallois-Perret            |
| 40  | Victòria     | 37-3     | Carlos Rocha Tomar        | DESC. | 6 (6)   | 14/7/1995  | Sevilla                     |
| 39  | Derrota      | 36-3     | Laurent Boudouani         | KOT   | 9 (12)  | 3/1/1995   | Épernay                     |
| 38  | Victòria     | 36-2     | Ludovic Proto             | KOT   | 8 (12)  | 23/7/1994  | Boiro                       |
| 37  | Victòria     | 35-2     | Patrick Vungbo            | PTES  | 12      | 29/5/1994  | Leganés                     |
| 36  | Victòria     | 34-2     | Valentino Manca           | KOT   | 3 (12)  | 25/3/1994  | Córdoba                     |
| 35  | Victòria     | 33-2     | Santo Colombo             | KOT   | 3 (12)  | 19/2/1994  | Leganés                     |
| 34  | Victòria     | 32-2     | Bernard Razzano           | RET.  | 6 (12)  | 11/1/1994  | Dijón                       |
| 33  | Victòria     | 31-2     | Hugo Daniel Sclarandi     | KO    | 5 (12)  | 29/10/1993 | Leganés                     |
| 32  | Victòria     | 30-2     | Javier Rivera             | KOT   | 4 (8)   | 25/6/1993  | Leganés                     |
| 31  | Derrota      | 29-2     | Julio César Vásquez       | PTES  | 12      | 24/4/1993  | Leganés                     |
| 30  | Victòria     | 29-1     | Jesús Carlos Vélez        | PTES  | 8       | 26/3/1993  | Leganés                     |
| 29  | Victòria     | 28-1     | Enrique Areco             | PTES  | 12      | 12/12/1992 | Oviedo                      |
| 28  | Victòria     | 27-1     | Antonio Campbell          | KO    | 3 (8)   | 13/10/1992 | Leganés                     |
| 27  | Victòria     | 26-1     | Vasile Citea              | PTES  | 8       | 17/7/1992  | Leganés                     |
| 26  | Victòria     | 25-1     | Jorge Sclarandi           | PTES  | 8       | 19/6/1992  | Leganés                     |
| 25  | Victòria     | 24-1     | Saoul Mamby               | PTES  | 8       | 15/5/1992  | Bilbao                      |
| 24  | Victòria     | 23-1     | Harry Arroyo              | KOT   | 3 (8)   | 10/4/1992  | Leganés                     |
| 23  | Victòria     | 22-1     | Edison Martínez           | KO    | 3 (8)   | 14/3/1992  | Leganés                     |
| 22  | Victòria     | 21-1     | Lindon Scarlett           | PTES  | 8       | 8/2/1992   | Leganés                     |
| 21  | Victòria     | 20-1     | Gejza Stipak              | RET.  | 4 (8)   | 17/1/1992  | Leganés                     |
| 20  | Victòria     | 19-1     | Patrick Vungbo            | KOT   | 5 (8)   | 6/12/1991  | Leganés                     |
| 19  | Victòria     | 18-1     | Domingo Sánchez           | KOT   | 4 (10)  | 5/7/1991   | Lugo                        |
| 18  | Victòria     | 17-1     | Juan Rosario              | KOT   | 6 (8)   | 18/5/1991  | Madrid                      |
| 17  | Victòria     | 16-1     | Eric Dindaine             | PTES  | 8       | 21/12/1990 | Leganés                     |
| 16  | Victòria     | 15-1     | Alfonso Redondo           | KOT   | 4 (10)  | 19/10/1990 | Leganés                     |
| 15  | Victòria     | 14-1     | José Salinas              | KO    | 1 (8)   | 17/8/1990  | Almería                     |
| 14  | Victòria     | 13-1     | Claudio Salgado           | KOT   | 1 (6)   | 14/7/1990  | Parla                       |
| 13  | Victòria     | 12-1     | Mateo Valdez              | KOT   | 2 (8)   | 31/5/1990  | Madrid                      |
| 12  | Victòria     | 11-1     | Félix Rodríguez           | KOT   | 5 (8)   | 5/5/1990   | Zaragoza                    |
| 11  | Victòria     | 10-1     | Carlos Tavárez            | KOT   | 2 (6)   | 16/2/1990  | Bilbao                      |
| 10  | Victòria     | 9-1      | Louie Antuna              | PTES  | 6       | 30/12/1989 | Santoña                     |
| 9   | Victòria     | 8-1      | Jimmy Bartes              | KOT   | 2 (6)   | 16/11/1989 | Madrid                      |
| 8   | Derrota      | 7-1      | Del Bryan                 | PTES  | 8       | 19/8/1989  | Benidorm                    |
| 7   | Victòria     | 7-0      | Víctor Carvalho           | PTES  | 6       | 29/7/1989  | Madrid                      |
| 6   | Victòria     | 6-0      | Juan Antonio López        | PTES  | 8       | 14/6/1989  | Madrid                      |
| 5   | Victòria     | 5-0      | Modesto Vilardell         | KOT   | 1 (6)   | 23/2/1989  | Madrid                      |
| 4   | Victòria     | 4-0      | Santiago Vásquez          | PTES  | 6       | 19/11/1988 | Irún                        |
| 3   | Victòria     | 3-0      | Juan Pérez                | KOT   | 1 (4)   | 4/11/1988  | Torrejón de Ardoz           |
| 2   | Victòria     | 2-0      | Ángel Díez                | KOT   | 4 (6)   | 2/9/1988   | San Martín de Valdeiglesias |
| 1   | Victòria     | 1-0      | Ángel Díez                | PTES  | 6       | 22/7/1988  | Madrid                      |

|-
|Precedit per:
{{{abans}}}
|{{{títol}}}
{{{anys}}}
|Succeït per:
{{{després}}}

| Predecessor: Keith Mullings          | WBC Campions del Concili Mundial de Boxa 29 de gener, 1999 - 23 de juny, 2001           | Successor: Óscar de la Hoya        |
| Predecessor: Felix Sturm             | WBA Campeones de la Asociación Mundial de Boxeo 15 de julio, 2006 - 2 de desembre, 2006 | Successor: Mariano Natalio Carrera |
| Predecessor: Mariano Natalio Carrera | WBA Campeones de la Asociación Mundial de Boxeo 23 de febrer, 2007 - 28 d'abril, 2007   | Successor: Felix Sturm             |

## Televisió
L'any 2012 va fer un cameo amb el reality show "Em canvio de família".

## Premis, reconeixements i distincions
- Medalla d'Or de la Reial orde del Mèrit Esportiu, atorgada pel Consell Superior d'Esports (2009)
- Medalla de Plata de la Reial orde del Mèrit Esportiu, atorgada pel Consell Superior d'Esports (2000)[1]